# Dinheiro ideal
Dinheiro ideal (em inglês: Ideal Money) é uma teoria do matemático John Forbes Nash, premiado com o Nobel de Economia, que propõe novo índice para estabilizar moeda internacional. A primeira publicação dessa teoria ocorreu em 2001. 

## Conceito de dinheiro ideal
A ideia do dinheiro ideal é formar uma moeda baseada em um índice composto por preços de commodities, com referência itens amplamente utilizados pela indústria como referência para o valor do dinheiro. A princípio, Nash pensou no ouro como referência, mas esse já foi utilizado como referência de moedas no passado, além de que a extração desse minério é limitada e difícil. Dessa forma, concluiu que a solução seria o Índice de Preços do Consumo Industrial, ICPI, que poderia ser calculado a partir dos preços do mercado global de itens, como o cobre e a platina, e até petróleo e alimentos, medindo através de pesos diferentes, variando conforme sua importância, e forneceria um valor mais real à moeda.
Nash afirma que, com essa ideia, poderia existir uma agência como o Fundo Monetário Internacional e o Banco Central Europeu que poderia estabelecer qualquer versão do "dinheiro ideal".
Esse dinheiro seria utilizado como o euro e seu valor seria previsível ao longo do tempo. Essa noção de equivalência quantificável favorece contratos de longo prazo nas negociações internacionais, uma vez que se a moeda não possui estabilidade, nem confiabilidade ao longo do tempo, os negócios são afetados e os contratos, perturbados. O índice de inflação dessa moeda seria baixa, sem ser negativa. Além disso, Nash afirma que políticas monetárias irresponsáveis seriam seriam raras com esse conceito.
Nash afirma nunca ter pensado em nenhum nome para a "moeda ideal".

## Crítica à visão keynesiana
A escola de pensamento keynesiano se originou na época da desvalorização da libra e do dólar nos anos 1930. Essa perspectiva favorece a existência de bancos centrais que manipulam ao alegar "bem-estar econômico" e não se preocupam com a reputação da moeda nacional a longo prazo, nem com as consequências disso nas instituições financeiras domésticas.

## Disseminação do conceito
A primeira publicação da teoria do "dinheiro ideal" ocorreu em 2001.
O conceito do dinheiro ideal também foi divulgado em um evento em Lindau, Alemanha, durante o terceiro encontro de Ciências Econômicas em 2008, onde outros 16 laureados com o prêmio Nobel de Economia se reuniram.
Em novembro de 2011, Nash ministrou uma palestra na Universidade da Cidade de Hong Kong chamada Ideal Money and the Motivation of Savings and Thrift. A plateia de 800 pessoas ouviu sobre o conceito de "dinheiro ideal", tocando sobre assuntos como a crise de 2008 e o banco islâmico.
Em 27 de maio de 2013, em Bishkek, Quirguistão, Nash ofereceu uma palestra sobre o tema, organizada pelo Centro OSCE em Bishkek e pela Academy of Public Administration como uma das atividades que promoveram o aumento do potencial das instituições estatais e a construção da capacidade de esferas governamentais em se adequar aos padrões internacionais. O presidente da Academy of Public Administration, Chingiz Shamshiev, apontou que a visita do Doutor Nash foi uma oportunidade para a população do Quirguistão se familiarizar com os estudos de um dos maiores estudiosos do tempo contemporâneo, o que se torna uma importante experiência para um governo que se prepara para uma reforma em sua administração, a fim de aprimorar os investimentos e atrair capital e recursos ao país. A teoria dos jogos e o Equilíbrio Nash se configuram, então, como grandes contribuições para alcançar tais objetivos.